# Melanoplus pegasus
Melanoplus pegasus är en insektsart som beskrevs av Morgan Hebard 1919. Melanoplus pegasus ingår i släktet Melanoplus och familjen gräshoppor. Inga underarter finns listade i Catalogue of Life.